# In Due Time
Albums de Submersed
Immortal Verses
(2007)
Singles
1. You Run
2. Hollow
3. In Due Time

In Due Time est le premier album studio de Submersed, un groupe de hard rock originaire de Stephenville au Texas. L'album est sorti le 28 septembre 2004. Au début l'album avait comme titre All Things Becoming of the End. L'album a été enregistré et mixé, mais finalement abandonné et renommé après que le groupe a commencé à écrire des nouveau textes. La chanson Divide The Hate figure dans le jeu NASCAR 2005: Chase for the Cup.

## Pistes
| 1.    | Hollow          | Donald Carpenter / TJ Davis / Eric Friedman / Kelan Luker                             | 4:04 |
| 2.    | To Peace        | Donald Carpenter / TJ Davis / Eric Friedman / Don Gilmore / Kelan Luker               | 4:06 |
| 3.    | In Due Time     | Donald Carpenter / TJ Davis / Eric Friedman / Don Gilmore / Kelan Luker               | 4:03 |
| 4.    | Dripping        | Donald Carpenter / TJ Davis / Eric Friedman / Kelan Luker                             | 4:38 |
| 5.    | Flicker         | Donald Carpenter / Eric Friedman / Kelan Luker                                        | 5:16 |
| 6.    | Parallelism     | Donald Carpenter / TJ Davis / Kelan Luker                                             | 3:47 |
| 7.    | Deny Me         | Donald Carpenter / TJ Davis / Eric Friedman / Kelan Luker                             | 3:34 |
| 8.    | You Run         | Donald Carpenter / TJ Davis / Eric Friedman / Don Gilmore / Kelan Luker / Aaron Young | 4:09 |
| 9.    | Divide The Hate | Donald Carpenter / TJ Davis / Eric Friedman / Don Gilmore / Kelan Luker               | 4:27 |
| 10.   | Piano Song      | Donald Carpenter                                                                      | 3:56 |
| 11.   | Unconcerned     | Donald Carpenter / Eric Friedman                                                      | 5:16 |
| 47:27 |                 |                                                                                       |      |

## Pochette
La pochette d'album est une horloge dont les chiffres sont composés de chiffres romains, le chiffre à la place de neuf est le chiffre onze.

## Crédits
Musisciens
- Donald Carpenter – chant, piano
- Eric Friedman – guitare, chœur
- TJ Davis – guitare
- Kelan Luker – guitare basse
- Garrett Whitlock – batterie (pistes 1, 2, 3, 8, et 9)

Musiciens de studio
- Scott Phillips – batterie, percussion (pistes 4, 5, 6, 7, 10, et 11)
- Kirk Kelsey – mandoline, clavier
- Mark Tremonti – Guitare de l'intro sur Flicker

Production de l'lbum
- Kirk Kelsey – producteur (pistes 4, 5, 6, 7, 10, et 11)
- Mark Tremonti – producteur (only on tracks 4, 5, 6, 7, 10, and 11)
- Don Gilmore – producteur (pistes 1, 2, 3, 8, et 9)

Autres crédits
- Joaquin Cortez – Couverture de l'album